# Shakeel Abbasi
Shakeel Abbasi (Quetta, 5 januari 1984) is een Pakistaans hockeyer. Hij speelde voor het nationale (Pakistaanse) hockeyteam. In 2004 was hij aanvoerder van het nationale jeugdteam van zijn vaderland. Daarnaast vertegenwoordigde Abbasi Pakistan in de Junior Asia Cup 2004 in Karachi. Hij werd in 2005 genomineerd voor World Hockey Men’s Young Player of the Year.